# 彭世洛府
彭世洛府（皇家轉寫：Changwat Phitsanulok，泰語發音：[t͡ɕāŋ.wàt pʰít.sā.nú.lôːk]）是泰國的北部之一個府。順時針向東開始鄰近省份是：黎府、碧差汶府、披集府、甘烹碧府、素可泰府及程逸府。在它的東面隔湄公河與寮國的沙耶武里省相望。

## 名字的起源
彭世（พิษณุ）是指印度教神祇毗濕奴；洛（โลก）指全世界。合起来名稱为：「毗濕奴的天堂」。

## 氣候
- 彭世洛府大多數時間皆為炎熱的熱帶氣候，在海拔較高的地區卻十分清涼。
- 氣溫最高達到25攝氏度左右；有時卻甚至低於冰點。
- 雨季在春季開始至11月左右結束，降雨量相當多，平均年降雨量約1.8公尺。
- 由於大量砍伐森林及沿著河岸的城市發展，加上大量降雨，引致難河（Nan River）的下遊，常常發生嚴重水災。

## 野生動物
彭世洛府有許多動物及植物之物種，其中包括一些瀕危物種，脆弱的物種和受威脅物種。
土生動物的物種包括各種哺乳類動物，包括瀕危的老虎及容易受傷害的亞洲黑熊、螃蟹、爬行動物、兩棲動物、魚類、昆蟲及超過190種鳥類。包括許多土生植物之物種的有花植物，包括瀕危帕允，坡鐵和黃檀篦子，脆弱的坡蘭和蘇門答臘松樹，以及各種針葉樹及苔蘚。受威脅鳥類包括暹罗戴氏鹇（Siamese Fireback）及黑腹蛇鵜，其中戴氏鷴已被提名為泰國的國鳥。
保護野生動物已在該府實行。可持續發展計劃正在實施。在過去30年裡，越來越多的土地已預留作保護區，這些保護區包括在彭世洛府的4個國家公園。

## 地形
彭世洛府包括碧差汶山脈（Phetchabun Mountains）、難河（Nan River）及其若干支流、瀑布、急流、沼澤、森林、草原，溶洞、水庫及密如蛛網的河道。在人口稠密的地區主要清除自然植被作耕作用途。在全府範圍裡的土地位於難盆地（Nan Basin），這是湄南河的分水嶺。府會彭世洛直轄縣有時被稱為「雙河城 Song Kwae」，因為它恰位於難河（Nan River）及桂奈河（Khwae Noi River）之間，這兩條河流仍然對彭世洛府的居民有重大意義。

## 行政区划
彭世洛府被分成9縣，再被分成93區及993村。
| \| # \| 中文名 \| 泰文名 \| 英文名 \| \| - \| ---------------------- \| ---------- \| ------------------ \| \| 1 \| 彭世洛府治县（英语：Amphoe Mueang Phitsanulok） \| เมืองพิษณุโลก \| Mueang Phitsanulok \| \| 2 \| 那空泰县（英语：Amphoe Nakhon Thai） \| นครไทย \| Nakhon Thai \| \| 3 \| 差德拉甘县（英语：Amphoe Chat Trakan） \| ชาติตระการ \| Chat Trakan \| \| 4 \| 邦拉堪县（英语：Amphoe Bang Rakam） \| บางระกำ \| Bang Rakam \| \| 5 \| 邦加统县（英语：Amphoe Bang Krathum） \| บางกระทุ่ม \| Bang Krathum \| \| 6 \| 蓬披兰县（英语：Amphoe Phrom Phiram） \| พรหมพิราม \| Phrom Phiram \| \| 7 \| 瓦波县（英语：Amphoe Wat Bot） \| วัดโบสถ์ \| Wat Bot \| \| 8 \| 旺通县（英语：Amphoe Wang Thong） \| วังทอง \| Wang Thong \| \| 9 \| 嫩马邦县（英语：Amphoe Noen Maprang） \| เนินมะปราง \| Noen Maprang \| |              |            |                    |
| # | 中文名       | 泰文名     | 英文名             |
| 1 | 彭世洛府治县 | เมืองพิษณุโลก | Mueang Phitsanulok |
| 2 | 那空泰县     | นครไทย     | Nakhon Thai        |
| 3 | 差德拉甘县   | ชาติตระการ  | Chat Trakan        |
| 4 | 邦拉堪县     | บางระกำ    | Bang Rakam         |
| 5 | 邦加统县     | บางกระทุ่ม   | Bang Krathum       |
| 6 | 蓬披兰县     | พรหมพิราม   | Phrom Phiram       |
| 7 | 瓦波县       | วัดโบสถ์     | Wat Bot            |
| 8 | 旺通县       | วังทอง      | Wang Thong         |
| 9 | 嫩马邦县     | เนินมะปราง  | Noen Maprang       |

## 公共廣播頻道
- 彭世洛府供市民溝通的主要渠道為電視臺及廣播電臺。雖然有互聯網 ，但是在大多數的農村並未接通，只能通過郵局信件及閱讀報紙來獲取訊息。
- 下列電視臺及廣播電臺通行於彭世洛府的各地： 
  - 泰國彭世洛電臺：調幅廣播：1,026 kHz；調頻廣播：94.25 MHz
  - PRD-11（衛7電視臺，由彭世洛府署的政府公共關係部營運）
  - ARMY-5（衛11電視臺，由泰國皇家陸軍營運）

## 種族多樣性
彭世洛府的居民主要是泰族，亦有少數的華裔、孟族、高棉族及其他少數族裔。

## 宗教
彭世洛府的95%居民主要信奉上座部佛教，但亦有一些少數民族宗教。

## 經濟
彭世洛府的居民主要依賴農業、漁業、開礦、工業及旅遊業，水稻生產為核心組成部分。該府有豐富的黑土，錯綜複雜的運河系統及豐富的降雨量提供了一個理想的生產大米的環境。 

## 教育機構
- 黎宣大學（Naresuan University，มหาวิทยาลัยนเรศวร）：泰國的北部偏南之教育中心，位於彭世洛直轄縣的Tha Pho（ท่าโพธิ์）， 它以大城皇朝第19世君主黎宣的名字命名，在校園裡有許多他的塑像。
- 其它高等院校包括私立彭世洛學院（Phitsanulok College）、詩琳通公共衛生學院（Sirindhorn College of Public Health）大學及毘部頌干師範大學（Pibulsongkram Rajabhat University）的彭世洛校園、拉差蒙空科技大學蘭納分校（Rajamangala University of Technology Lanna）。

## 醫院
- 彭世洛府至少有7間醫院，包括黎宣大學醫院（Naresuan University Hospital）。

## 交通
- 海上交通：
  - 儘管大部分地區河道通行，船主要用於娛樂及觀光事業。
- 陸上交通：
  - 彭世洛府提供的公共交通工具有公共汽車及鐵路，連接本府至其它泰國地區。
  - 其它受歡迎的交通方式包括摩托車、自行車及三輪篤篤車。
  - 彭世洛府的公路質素並不理想，大多數農村道路只是泥路，主要道路包括： 
    - 十一號公路：大奇力、彭世洛府、南邦府、清邁府；
    - 十二號公路：來興府、彭世洛府、碧差汶府的隆塞縣（Lom Sak）、孔敬府；
    - 一百一十七號公路：彭世洛府、北攬坡府。
- 空中交通：
  - 彭世洛機場（IATA代號：PHS）位於彭世洛直轄縣（雙河城）。

## 名勝古蹟

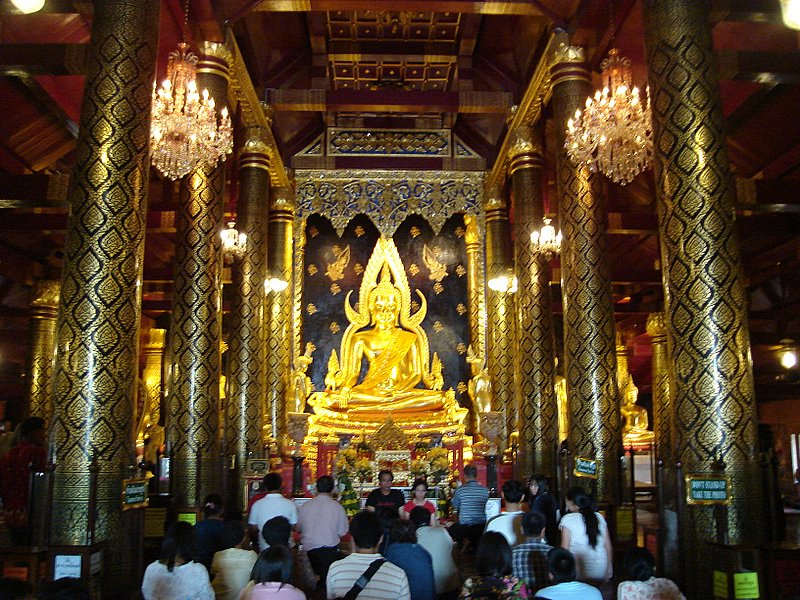
帕西拉達那瑪哈泰寺裡供奉的成功佛

- 帕西拉達那瑪哈泰寺（Wat Phra Si Rattana Mahathat Woramahawihan）：當地人又稱為「大庙」（Wat Yai），位於彭世洛府直轄縣的難河之東畔，它建於1357年，供奉有一尊泰國最聖美的大型佛像：成功佛，全年香火不斷，尤其宋干節期間，人們向佛像灑水，以求賜福祿。
- 城隍廟（เสาหลักเมืองพิษณุโลก）
- 黎萱大帝銅像（ศาลสมเด็จพระนเรศวรมหาราช）：位於市府對面的彭世洛披雅學校裡，古代風格的三館門廊設計，1961年11月28日建成一個真人大小的黎萱大帝坐姿雕像，當年他曾在此灑法水後宣布大城皇朝脫離緬甸，宣布獨立，此處曾是皇宮所在地。
- 鎮長城和護城河（กำแพงเมืองคูเมือง）：这些是在大城王朝國王Borommatrailokkanat統治時期建立的，以防止緬甸部隊攻擊。今天，仍然是從舊城牆處可以看到Phothiyan寺，笏爾努瓦，警署和護城河沿岸的Ruang寺。
- 泰國雀鳥公園（สวนนกไทยศึกษา）：這是一個鳥類保護中心，展示瀕危滅絕的泰國鳥類及泰國文學作品裡提到的鳥類：鸝、綠鵲、藍鵲等。
- 紡織及生活博物館（พิพิธภัณฑ์ผ้าและพิพิธภัณฑ์ชีวิต）：展示世界各地的紡織品及服裝，亦展示泰國的棉織布，從棉花種植，以至織造的過程。
- 考沙莫坑山（วัดราชคีรีหิรัญยาราม）：位於旺通縣，山頂的廟藏有兩個佛陀的足印，一個是副本；另一個面向西方懸崖，以前山上共有七座佛寺，因戰亂，現在只剩一座，廟裡還藏有1992年，從中國浙江省杭州市運來重達3噸的白玉千手觀音雕像。
- 沙古諾它然植物園（น้ำตกวังนกแอ่นหรือสวนรุกขชาติสกุโณทยาน）：位於12號公路（彭世洛府、碧差汶府的隆塞縣〔Lom Sak〕）約33公里右轉500公尺處，內有旺奴庵瀑布，高達10公尺，瀑流飛瀉至大小不一而層疊排列的石塊上，十分悅目。
- 喃嘟波瀑布：位於彭世洛公路約61公里處，它是彭世洛府最大的瀑布。

## 土產
- 挽甲涌縣（Bang Krathum）：香蕉乾（กล้วยตากบางกระทุ่ม）；
- 豬肉乾（Supatra Preserved Pork，แหนมและหมูยอสุพัตรา）；
- 挽拉甘縣（Bang Rakam）：
  - 魚露（น้ำปลาบางระกำ）；
  - 挽繳犬（สุนัขพันธุ์บางแก้ว）：挽拉甘縣的挽繳區的獨特的品種，據說由挽繳寺的住持以狗跟狼交配所得，牠們忠心及耐戰。
- 察塔干縣（Chat Trakan）：掃帚(ไม้กวาดนาจาน）；
- 黎萱鬥雞（ไก่ชนพระนเรศวรหรือไก่เจ้าเลี้ยง）：白尾公雞是著名的耐力的戰雞。據說，當年黎萱大帝用此種白尾公雞在鬥雞場與緬甸君主比賽。

16°49′35″N 100°15′37″E / 16.82639°N 100.26028°E